# Гутурама золотолоба
Гутура́ма золотолоба (Euphonia xanthogaster) — вид горобцеподібних птахів родини в'юркових (Fringillidae). Мешкає в Центральній і Південній Америці.

## Опис

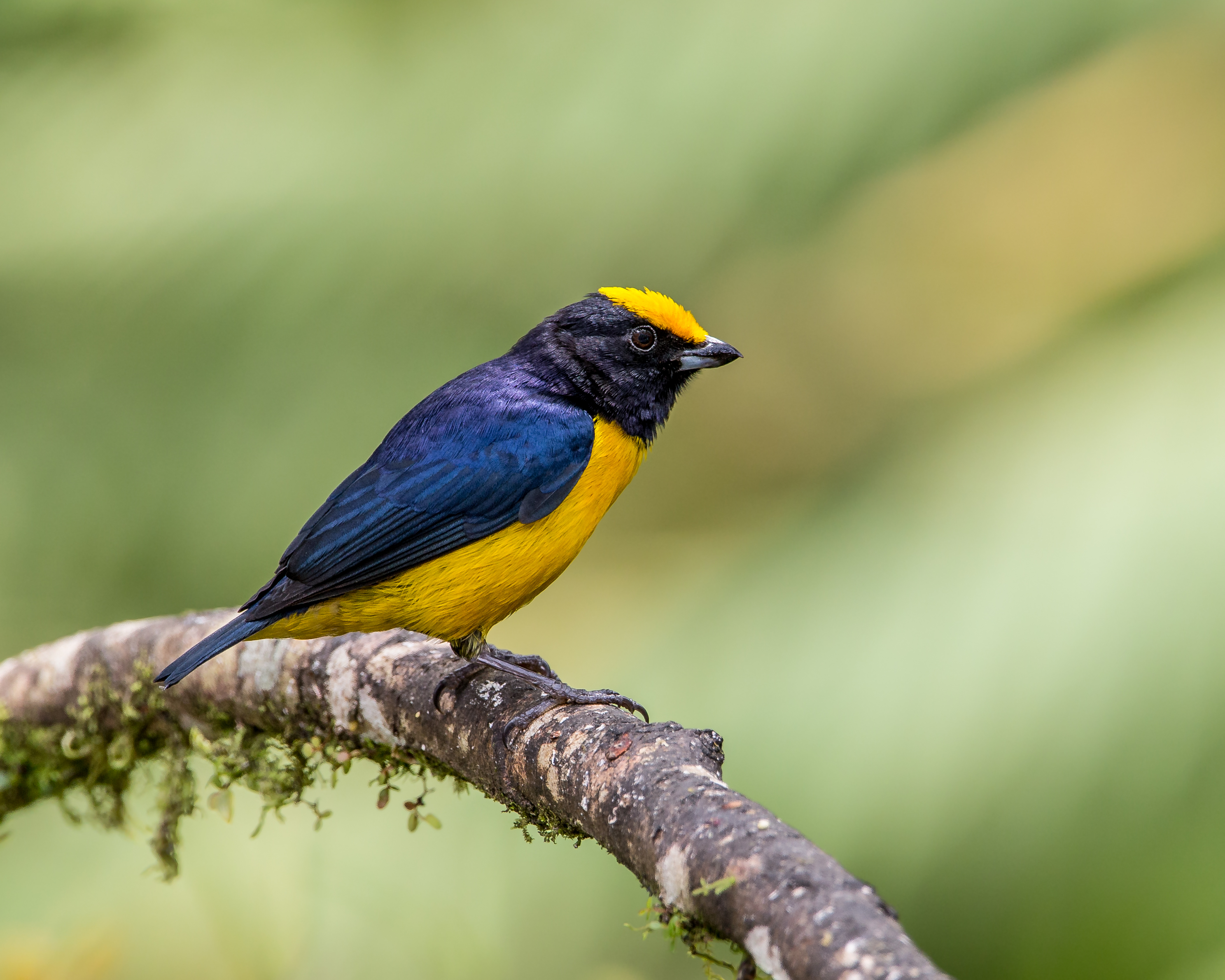
Самець золотолобої гутурами

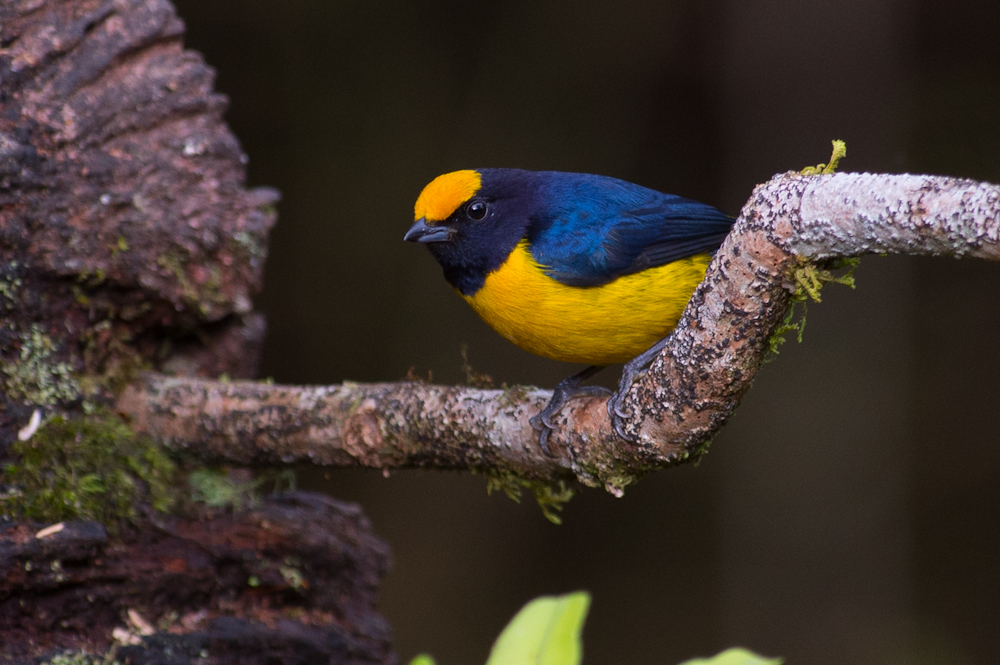
Самець золотолобої гутурами

Довжина птаха становить 9-11 см, вага 9-16 г. У самців голова, горло, спина, крила і хвіст синювато-чорні з сиім відблиском. Груди, живіт і боки золотисто-жовті, гузка жовтувата. На лобі і тімені золотисто-жовта пляма. У самиць тім'я і потилиця сіруваті, нижня частина тіла жовтувата, білувата або сірувато-кремова, верхня частина тіла оливково-коричнева. Очі темно-карі, дзьоб і лапи чорнуваті.

## Підвиди
Виділяють одинадцять підвидів:
- E. x. oressinoma Olson, 1981 — Колумбійські Анди (обидва схили Західного хребта, західні схили Центрального хребта і локально на західних схилах Східного хребта);
- E. x. chocoensis Hellmayr, 1911 — від східної Панами (Дар'єн) через західне узбережжя Колумбії до північно-західного Еквадору (на південь до Імбабури і Есмеральдаса);
- E. x. badissima Olson, 1981 — гори Сьєрра-де-Періха на кордоні Колумбії і Венесуели;
- E. x. quitensis (Nelson, 1912) — захід Еквадору і північний захід Перу;
- E. x. dilutior (Zimmer, JT, 1943) — від південно-східної Колумбії до північно-східного Перу;
- E. x. cyanonota Parkes, 1969 — західна і центральна Бразильська Амазонія;
- E. x. brunneifrons Chapman, 1901 — південний схід Перу (Куско, Пуно);
- E. x. ruficeps d'Orbigny & Lafresnaye, 1837 — західна Болівія;
- E. x. brevirostris Bonaparte, 1851 — від східної Колумбії до південної Венесуели, Гаяни, півночі Бразильської Амазонії і східного Перу;
- E. x. exsul Berlepsch, 1912 — Анди на північному сході Колумбії і півночі Венесуели;
- E. x. xanthogaster Sundevall, 1834 — східне узбережжя Бразилії (від Баїї до Ріо-де-Жанейро).

## Поширення і екологія
Золотолобі гутурами мешкають в Панамі, Колумбії, Еквадорі, Перу, Болівії, Бразилії, Венесуелі і Гаяні. Вони живуть у вологих рівнинних, гірських і заболочених тропічних лісах, на узліссях і галявинах та на плантаціях. Зустрічаються парами або невеликими сімейними зграйками, на висоті до 2300 м над рівнем моря. Живляться ягодами і плодами, доповнюють свій раціон дрібними комахами, павуками та іншими безхребетними. Сезон розмноження триває з листопада по липень. Гніздо кулеподібне, будується самицею і самцем, розміщується на дереві. Воно складається з зовнішньої частини, сплетеної з гілочок і рослинних волокон і внутрішної, встеленої мохом, пухом або іншим м'яким матеріалом. В кладці від 2 до 5 яєць. Інкубаційний період триває приблизно 2 тижні. Пташенята покидають гніздо через 3 тижні після вилуплення, однак батьки продовжують піклуватися про них ще деякий час. Насиджує лише самиця, за пташенятами доглядають і самиці, і самці. 